# Myskoxe
Myskoxe (Ovibos moschatus) är ett slidhornsdjur som tillhör underfamiljen Caprinae. Djuret lever på den arktiska tundran framför allt i Grönland, Kanada och Alaska. Små flockar har inplanterats i Tajmyrien i Ryssland och i Dovrefjell i Norge. En grupp på fem myskoxar från Dovrefjell vandrade 1971 in i Härjedalen varpå en svensk stam etablerades.

## Systematik
Myskoxen tillhör underfamiljen getdjur (Caprinae) och är alltså närbesläktad med get och får, och inte med nötkreaturen. Enligt en taxonomisk studie från 2010 är goraler artens närmaste nu levande släktingar.
I J.A. Allens taxonomiska avhandling från 1913 nämns tre underarter för myskoxen. Nyare avhandlingar, som Tener (1965), sammanfattar två underarter och hos Wilson & Reeder (2005) betraktas myskoxen som en monotypisk art.
- Ovibos moschatus moschatus (Zimmermann, 1780) – förekommer i Kanada
- Ovibos moschatus niphoecus (Elliot, 1905) – förekommer kring Hudson Bay. Kategoriseras numer ibland som en population av O. m. moschatus[7]
- Ovibos moschatus wardi (Lydekker, 1900) – förekommer på Grönland[7]

Trivialnamnet kommer av att myskoxtjuren under parningstiden avsöndrar ett myskdoftande sekret från ögonkörtlarna. Det vetenskapliga namnet Ovibos betyder 'fåroxe'. Hos inuiter heter djuret (på inpiaq) Oomingmak som betyder ”skägg” eller ”den skäggige”.

## Utbredning

### Evolution och fylogeografi
Jättemyskoxen Praeobvios priscus Straudinger 1908 var en större art, därav benämningen jättemyskoxe. Arten levde i Eurasien och utvecklades på den kontinenten under Günz -Mindel istiderna. Bara ett fåtal fynd är kända från Europa. Arten antogs vara förfader till nu levande myskoxar men nyare fynd visar att både levde samtidigt och det betyder troligen att de båda arterna har en gemensam förfader. I Amerika levde arten kvar till sen pleistocen och har hittats med lämningar efter paleoamerikaner. Dessa tidiga urinvånare i Amerika jagade alltså arten.
Myskoxen är det sista av de stora istidsdjuren och utvecklades på högplatåerna i Centralasien för några miljoner år sedan. Vid tiden för den senaste istiden (Weichsel) var den ganska allmänt utbredd över Europa och norra Asien. Fossilfynd pekar på att myskoxen för 30 000–40 000 år sedan levde i Skandinavien tillsammans med mammut och ullhårig noshörning. Efter den senaste istiden var myskoxen ett av de bytesdjur som lockade människan till Skandinavien; snart var den dock försvunnen, kanske på grund av alltför intensiv jakt. När klimatet blev varmare trängdes myskoxen allt längre norrut och ett par tusen år f. Kr. dog den ut överallt utom i norra Nordamerika. Den sista naturligt förekommande myskoxpopulationen utanför Nordamerika levde på Tajmyrhalvön i Sibirien, och dog ut för ungefär 2000 år sedan.

### Utbredning nutid
Naturliga populationer av myskoxe finns i norra Kanada samt längs norra och nordöstra kusten av Grönland. I Alaska utrotades djuret vid slutet av 1800-talet. Först på 1930-talet lyckades man plantera in djuret på ön Nunivak vid Alaskas västkust. Senare spred sig arten längs kusten.
Arten har också inplanterats i Ryssland på Tajmyrhalvön. Dessutom sattes myskoxar ut på Wrangels ö i Norra Ishavet. Där lever nu omkring hundra djur. Liknande försök på Island och Svalbard gick sämre.
På Ryøya utanför Tromsø, mellan Malangshalvøya och Kvaløya, strövade tidigare ca 20 myskoxar omkring fritt. De disponerades och förvaltades av Institutt for arktisk og marin biologi vid universitetet i Tromsø. Den sista myskoxen på Ryøya avlivades 2018. 
Första försöket att återinplantera djuret i Norge var 1927, men först 1947, i Dovrefjell nationalpark, lyckades man. Denna population omfattade 2013 cirka 250 individer. 2018 registrerades 244 individer. Eftersom antalet enligt förvaltningsplanen inte bör överstiga 200 vintertid, beslutades att upp till 15 individer skulle skjutas. Miljodirektoratet rapporterar att summan var 212 vintern 2020 och 227 i februari 2021, och att man har fortsatt minska beståndet från det tidigare ca 250.

#### Den svenska stammen
Sveriges enda vilda myskoxar finns i Härjedalens fjällvärld, cirka 10 kilometer väster om byn Tännäs. År 1971 begav sig fem av myskoxarna från Dovrefjell i Norge ut på vandring. Till slut kom de fram till sjön Rogen där de på dess norra sida etablerade en ny hemvist. Flocken bestod av en tjur, två kor och två kalvar. Under 1970- och 1980–talen växte hjorden till sig och var som mest 34 djur. Från senare delen av 1980-talet har antalet sakta men säkert minskat. I västra Härjedalen finns en flock om cirka sex djur (2013). År 2010 invigdes Myskoxcentrum i Tännäs, med sju inhägnade individer (2011).
Under våren 2013 släpptes honan Idun från Myskoxcentrum ut till den svenska flocken som då bestod av sju individer. År 2017 bestod flocken av tio djur. 2022 bestod flocken fortfarande av tio djur.
I början av 1900-talet gjordes försök att inplantera djuret vid Medstugan i Jämtland (Norrland), vilket misslyckades.

## Utseende

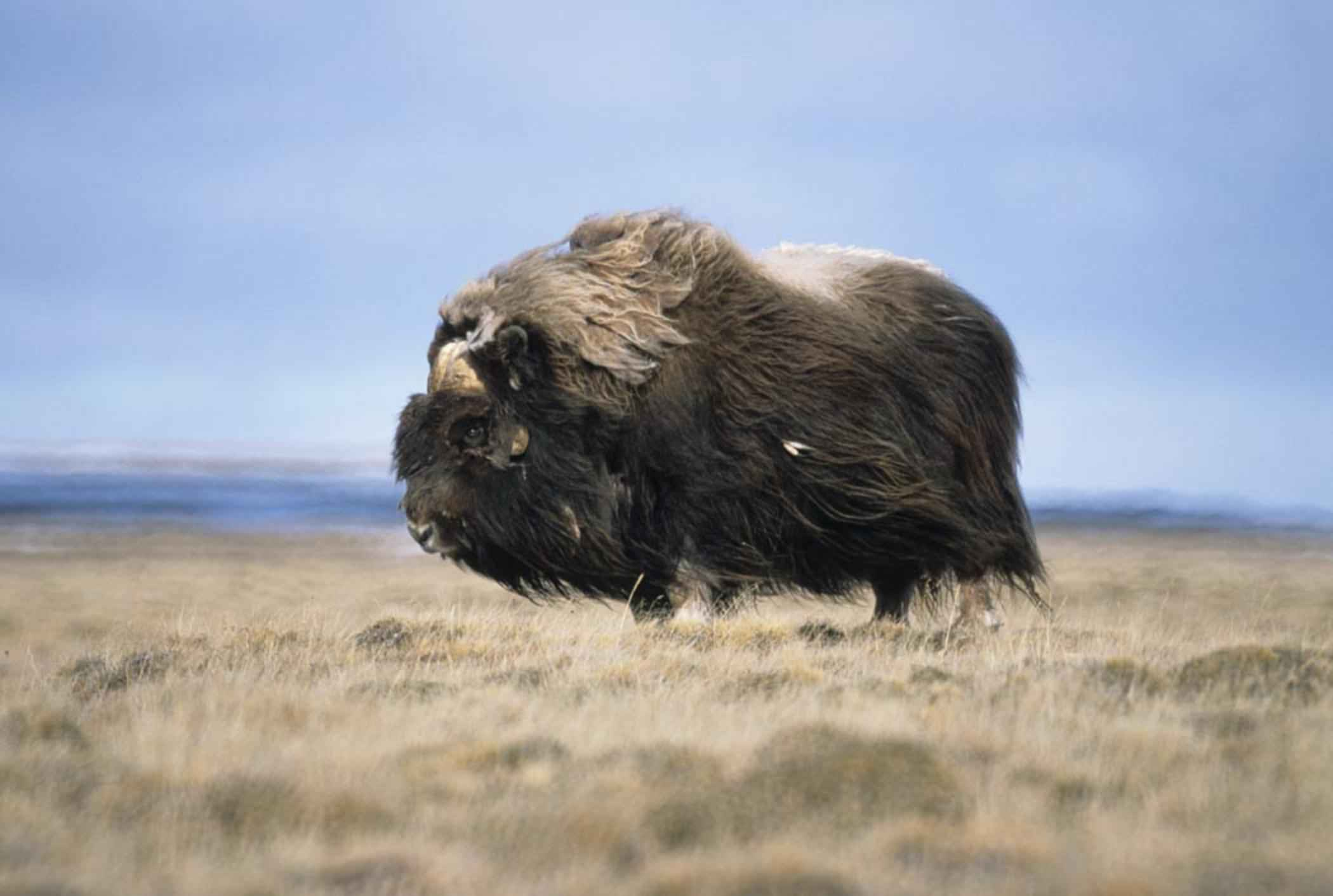
Myskoxe i Alaska.

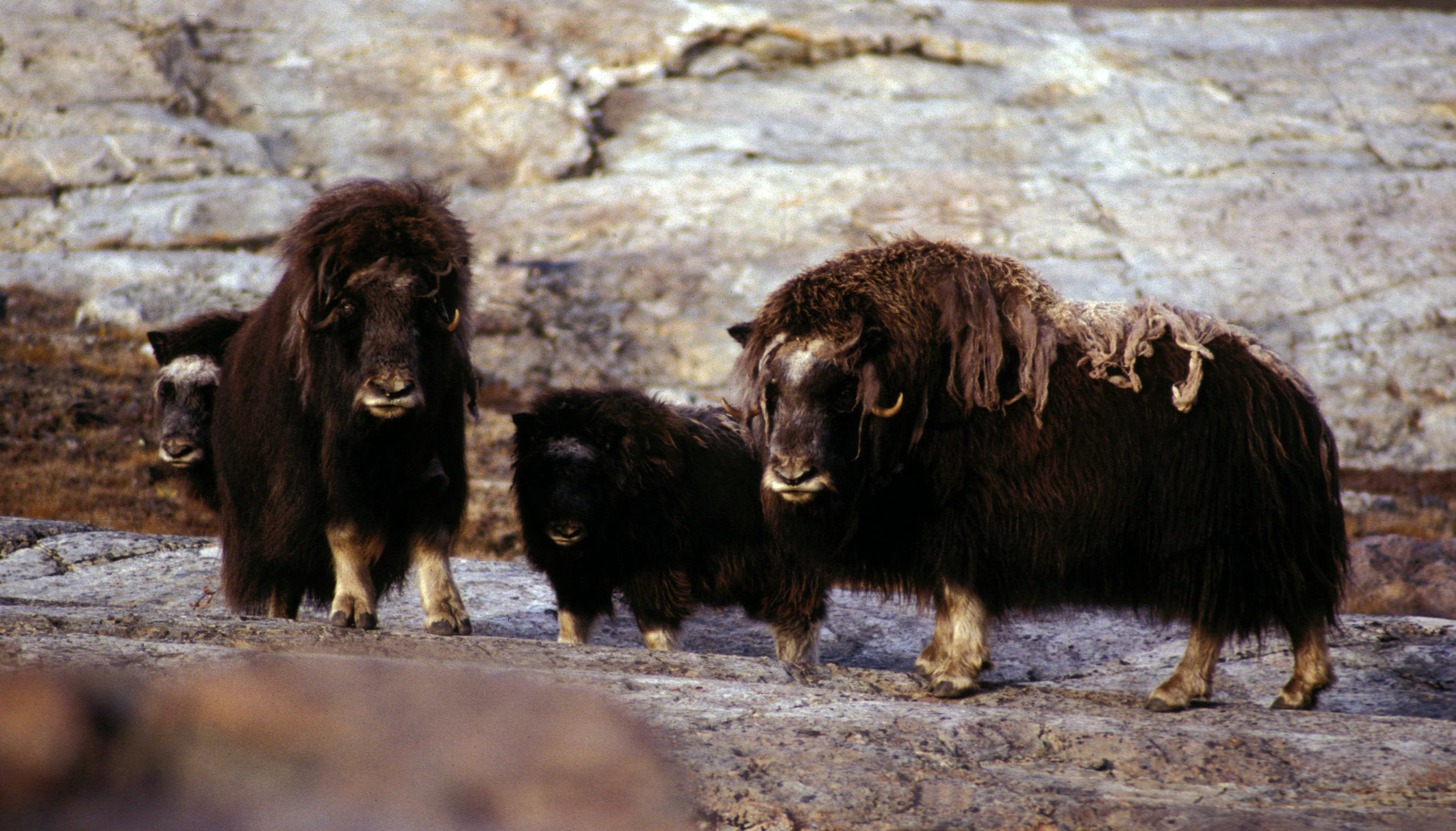
Myskoxar på Grönland.

Myskoxen har en kort och robust kropp med ett kraftigt skulderparti. Hannen väger 300–400 kilogram, är 2,5 meter lång och cirka 1,45 meter i mankhöjd. Honan väger 200–300 kg, är 2,30 meter lång och omkring 1,30 meter hög. Myskoxen är anpassad för att året runt leva i arktiskt klimat och trivs bara i områden där temperaturen mitt i högsommaren understiger +10 °C. Den klarar köldgrader ända ner till cirka -50 °C, även i stark blåst tack vare ett tjockt fettskikt, men framförallt beroende på den 10 cm tjocka pälsen i två lager, ull närmast kroppen och upp till 70 cm långa stickelhår utanpå. Underullen, qiviut, är starkare än fårull, har åtta gånger högre värmeisoleringsförmåga och är finare än kashmir (11 My).  Både kor och tjurar bär horn. Ungdjuren har hornbasen täckt av hår, medan äldre djur har en kraftig "mittbena" – en djup, hårlös ränna som delar hornen. Bägge könen har sina horn nedåtriktade och används mot fiender och vid kamp under parningstiden. Hornen beskrivs i Nordisk Familjebok enligt följande:
Det har mycket starka horn, som äro riktade åt sidorna och nedåtböjda; deras stora bas breder ut sig med åren öfver en betydlig del af hjärnskålen, hvars ben därigenom påverkas på ett egendomligt sätt: de få en ofantlig tjocklek; detsamma gäller om de främsta halskotorna, som bära det tunga hufvudet.
Hovarna är breda och vasskantiga och används, liksom det tunga huvudet i sig, för att komma åt föda under snö och is på vintern. Hovarna används också för att hålla sig fast på klippor, då myskoxen är en oväntat vig och snabb klättrare.
Myskoxar skiljer sig från nötkreatur genom att sakna dröglapp, att liksom får och getter ha "mustasch", och genom att ha enbart två spenar.

## Ekologi

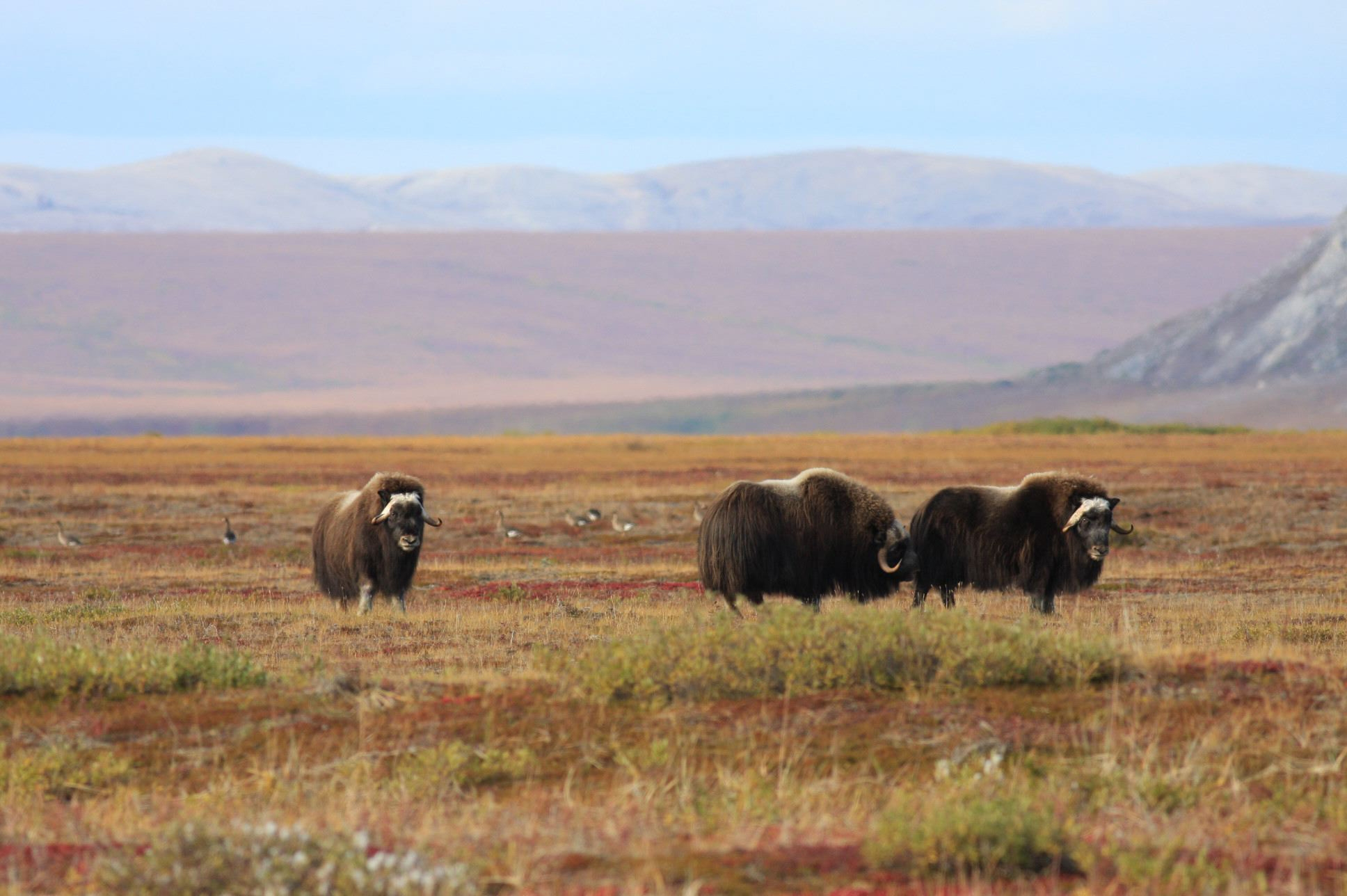
Myskoxen lever i hjordar på tundran.

Myskoxar lever i hjordar. Om somrarna omfattar dessa fem till femton djur, om vintrarna omkring tjugo. Ibland bildar flera hjordar en stor grupp med upp till hundra individer. I motsats till renar vandrar myskoxar inte långt utan går dagligen cirka två kilometer och håller sig under vintern gärna inom snöfattiga karga områden där växtligheten ligger i dagen och där de slipper pulsa i djup snö. Ett dominant djur, hona eller hane, leder hjorden framåt. Mellan sommar- och vinterrevir är det bara några kilometer. I Norge stannar myskoxar alltid i samma område. Födan består enbart av växter som bärris, gräs, kvistar från bland annat videsläktet och starr som de skrapar fram under snön, eller hittar på renblåsta, snöfria barfläckar. På sommaren söker de sig ner till fjällbjörkskogarna eller de fjällnära skogarna och äter vide, björk, kvanne, torta och liknande örter.
Myskoxar lever mycket socialt. De har ofta kroppskontakt med varandra och gör det mesta i tätt samspel. Ibland ser hjorden ut att vara ett enda djur med många huvuden. Mat- och vilotider inträffar samtidigt för hela hjorden. Vid flykt springer de skuldra vid skuldra.

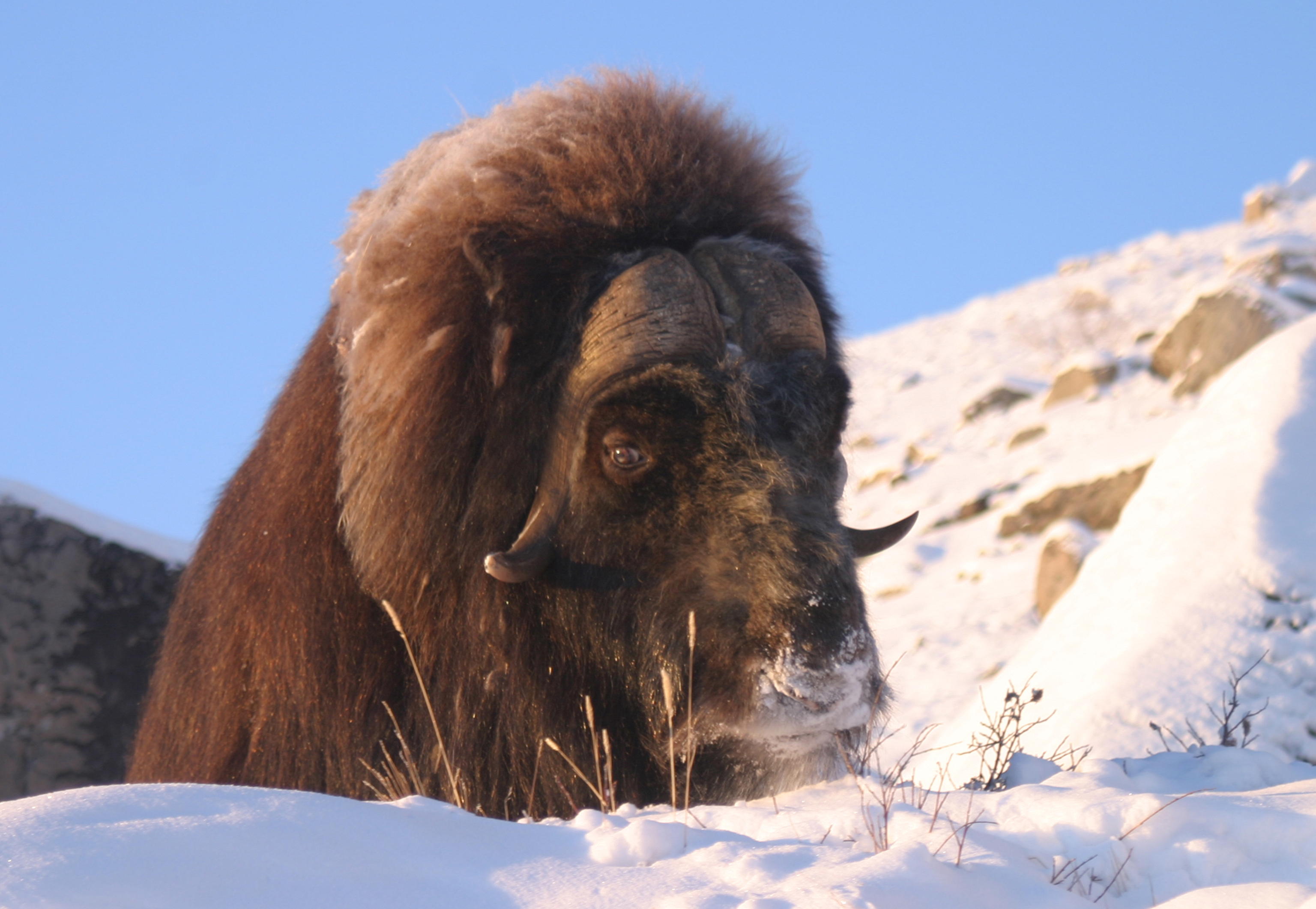
I områden med snö skrapar de fram sin föda som består av växtdelar som gräs och starr.

Myskoxens enda naturliga fiender, bortsett från människan, är brunbjörn, isbjörn och varg. Om en grupp myskoxar blir hotade av vargar flyr de först till en kulle med lite snö på. Sedan ställer de sig bredvid varandra i form av en hästsko med huvudet mot fienden. Är det många vargar, som oftast sprider sig runt gruppen, bildar de en sluten cirkel med alla ungdjur i mitten. Enskilda tjurar eller kor springer framåt och attackerar angriparen. Vargarna vågar bara angripa en myskoxe om denna uppträder ensam som vid ett utfall mot vargarna, men riskerar då att spetsas på myskoxens vassa horn. Om vargar hittar en lucka i cirkeln går de till attack där de i första hand är ute efter kalvarna på samma sätt som när vargflockar går till angrepp mot en grupp bisonoxar med kalvar.

### Fortplantning
Honor blir i genomsnitt könsmogna vid fyra års ålder, hannar först vid sex år. Parningstiden sträcker sig från juli till augusti. Kon är dräktig sju till nio månader och föder oftast en kalv som vid kalvningen väger sju kilogram. Honan däggar kalven nästan femton månader trots att kalven efter en vecka börjar äta gräs. Är miljön bra sker födslar varje år.
Under brunsttiden sker häftiga strider mellan tjurarna. Först hotar de varandra med höga, närmast lejonaktiga vrålljud  och uppvisning av hornen. Sedan springer de i 30 km/h (vissa hävdar 40–50 km/h) rakt in i varandra och stångar ihop pannbenen, i en kollision som kan höras på en kilometers avstånd. Få andra djur skulle överleva detta, men myskoxens panna är speciellt konstruerad för ändamålet, med drygt tio centimeter horn och sedan drygt sju centimeter ben direkt mot hjärnan.  Beteendet upprepas upp till 20 gånger, till dess ena tjuren ger sig av. Träffar en tjur motståndaren med hornet i köttet får motståndaren ofta svåra sår som kan leda till döden.
Tjuren som besegras i kampen skiljer sig oftast från hjorden eller ansluter sig till flockar med andra tjurar. I hjorden förblir de bara när de visar underdånighet mot den dominanta tjuren. I juni börjar tjuren att uppvakta honan, men parningen sker först i augusti.

### Naturliga dödsorsaker
Få myskoxar blir äldre än tjugo år. Oftast dör de på grund av näringsbrist när späckreserven i kroppen inte räcker över vintern. Andra djur blir underkylda eller drunknar när de går över isen på frusna vattendrag och isen spricker så att de faller i vattnet. Myskoxar blir offer för björnar, vargar och isbjörnar, eller dör på grund av skador som de fått under kamperna vid parningstiden.
Livslängden i naturen går upp till 24 år.

## Myskoxen och människan

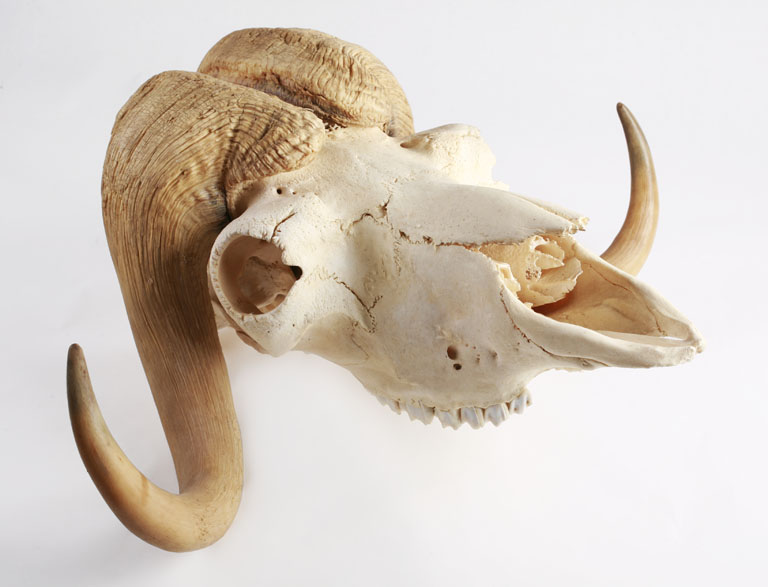
En myskoxskalle i den permanenta samlingen vid The Children's Museum of Indianapolis.

### Som vilt
För jägare är det lätt att döda en myskoxe. Blir myskoxar hotade av hundar reagerar de på samma sätt som mot angripande varg. Står myskoxarna stilla i sin cirkelformiga försvarsställning kan jägaren lätt skjuta några djur.
Inuiter tar vara på myskoxens kött, ull och skinn och gör till exempel skor från skinnet. Under slutet av 1800-talet och början av 1900-talet ökade jakten på myskoxar från européer. Under de stora expeditionerna till Arktis åt man köttet själv och använde det som foder åt slädhundarna. I Kanada handlade företaget Hudson-bay-kompaniet med myskoxpäls. Bara mellan 1888 och 1891 sålde företaget 5 408 myskoxpälsar. Myskoxe serveras sedan mitten på 2000-talet bland annat på restaurang Noma i Köpenhamn, i form av en tartar.[källa behövs]
I Kanada förekommer uppfödning av myskoxar för framställning av kött och ull. En vuxen tjur kan ge tre kilogram ull (qiviut) per år. Ullen, som värderas mycket högt (runt tio kronor grammet), är en av de mest finfibriga som finns.
Myskoxen kan vara farlig för människan. I Norge har två människor dödats av myskoxar, senast på 1960-talet. Turister i Dovrefjell rekommenderas därför att hålla ett avstånd på minst 200 meter till djuren. 2007 blev en kvinnlig djurskötare kvävd av en myskoxe i Tierpark Berlin. Vid utredningen kom det fram att en grind som skiljer två delar av hägnet inte var riktigt låst.

### Hot och status
Skyddsåtgärder för myskoxens bevarande infördes i Kanada 1917 och på Grönland 1974. Efter detta ökade beståndet markant. Till exempel fördubblades den kanadensiska populationen mellan tidigt 1980-tal och tidigt 1990-tal. Inuiter i Kanada har sedan 1970 tillstånd att fälla tjugo myskoxar om året. Olika populationer på Grönland lever i Grönlands nationalpark samt i två naturreservat. På Grönland kvarstår också ett begränsat jakttillstånd på myskoxar utanför nationalparken. Myskoxen är ratificerad som prioriterad art i Bernkonventionen
Myskoxen listas av IUCN på grund av det stora utbredningsområdet och ett ganska talrikt bestånd som livskraftig (LC).

#### Status i Sverige

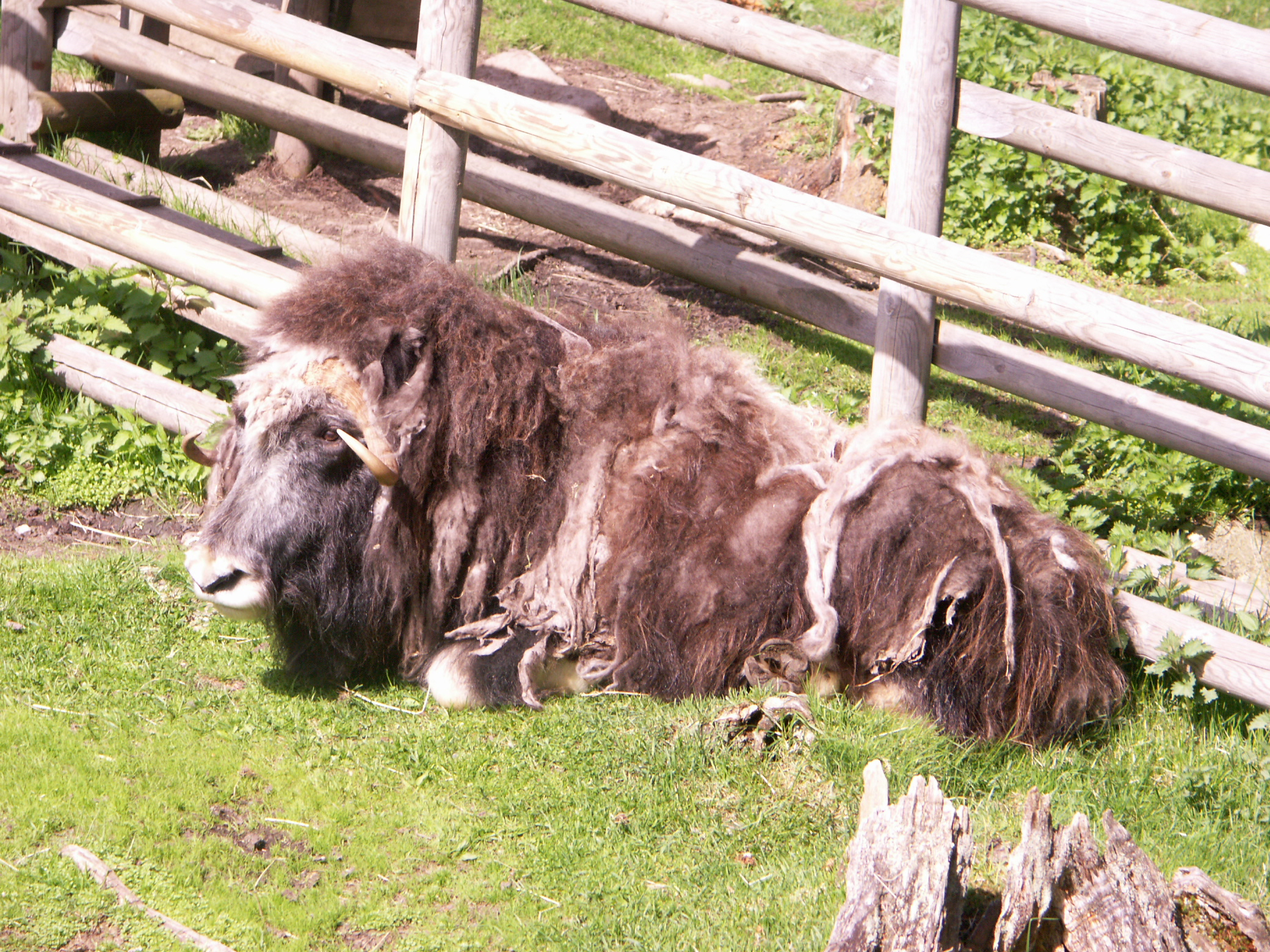
Myskoxe som fäller sin ull på Järvzoo.

Naturvårdsverket anser inte att myskoxen tillhör den svenska faunan varför den inte är upptagen på rödlistan för hotade djurarter i Sverige. Dock har man godkänt en förvaltningsplan som ska vara lokalt förankrad. Myskoxen är upptagen i artskyddsförordningen SFS 98:179 samt upptagen som kronans vilt och därmed fridlyst. Myskoxarna i Sverige får inte störas och privatpersoner får inte gå närmare än 100 meter eftersom djuren är stresskänsliga.